# Kvazimetrický prostor
Kvazimetrický prostor je matematická struktura zobecňující pojem metrického prostoru. Kvazimetrický prostor je definován stejně jako metrický prostor, ale jeho „metrika“ není nutně symetrická – jedná se o kvazimetriku. To znamená, že mohou existovat body a, b kvazimetrického prostoru takové, že vzdálenost z a do b není stejná jako vzdálenost z b do a.
Kvazimetrický prostor je abstrakcí silniční sítě (nebo jiné dopravní sítě) s množinou míst propojených obousměrnými i jednosměrnými silnicemi (kvazimetrika nemusí být symetrická, což se projevuje tím, že délka nejkratší cesty z bodu A do bodu B nemusí být stejná jako délka nejkratší cesty z bodu B do bodu A) s kvazimetrikou definovanou jako délka nejkratšího spojení z jednoho bodu do druhého.

## Definice
Kvazimetrický prostor je uspořádaná dvojice {\displaystyle (X,d)}, kde X je neprázdná množina a d je zobrazení {\displaystyle d:X^{2}\to \mathbb {R} } na uspořádaných dvojicích prvků X, nazývané kvazimetrika na X, pro které jsou splněny následující podmínky:
1. {\displaystyle d(x,y)\geq 0}
2. {\displaystyle x=y\iff d(x,y)=0}
3. {\displaystyle d(x,y)\leq d(x,z)+d(z,y)} (trojúhelníková nerovnost).

### Příklad
Vzdálenost mezi vrcholy silně souvislého orientovaného grafu G s kladným ohodnocením hran je kvazimetrikou na množině vrcholů grafu G.